# 德拉伊耶电动大奖赛
德拉伊耶電動大獎賽（英語：Diriyah ePrix）是在沙特阿拉伯德拉伊耶舉行的電動方程式錦標賽的比賽。首次舉辦賽事是2018－19年电动方程式锦标赛的開幕戰，也是中東地區首次舉辦的電動方程式比賽。

## 歷史
作為沙特阿拉伯舉辦國際體育賽事的長期計劃，沙特阿拉伯體育部與沙特阿拉伯汽車聯合會達成了一項為期十年的協議，在沙特阿拉伯舉行電動方程式大獎賽。

## 賽道
利雅得街道賽道位於沙特阿拉伯利雅得省德拉伊耶。這條賽道長2.495公里，設有21個彎道。

## 歷屆冠軍
| 年度          | 車手                        | 車隊                      |
| ------------- | --------------------------- | ------------------------- |
| 2021 (Race 2) | 山姆·伯德                   | 捷豹車隊                  |
| 2021 (Race 1) | 尼克·德弗里斯               | 梅赛德斯-EQ电动方程式车队 |
| 2019 (Race 2) | 亚历山大·西姆斯             | 宝马i安德雷蒂车队         |
| 2019 (Race 1) | 山姆·伯德                   | 远景维珍车队              |
| 2018          | 安東尼奧·費利克斯·達·科斯塔 | 宝马i安德雷蒂车队         |